# Prijs van de Vlaamse Gemeenschap voor Architectuur en Vormgeving
De Prijs van de Vlaamse Gemeenschap voor Architectuur en Vormgeving is een van de Cultuurprijzen die alternerend door de Vlaamse Gemeenschap worden toegekend aan een ontwerper, een persoon of een organisatie die een bijzondere rol speelt voor de architectuur of vormgeving in Vlaanderen. De prijs bedraagt 12.500 euro.

## Laureaten
- 2003 Architectuur - Filip De Pau
- 2004 Vormgeving - Casimir
- 2005 Architectuur - Wim Cuyvers
- 2006 Vormgeving - Raf Simons
- 2007 Architectuur - Ralf Coussée en Klaas Goris
- 2008 Vormgeving - Nedda El-Asmar
- 2009 Architectuur - Bob Van Reeth
- 2010 Architectuur - Paul Vermeulen
- 2011 Vormgeving - Anita Evenepoel
- 2012 Architectuur - Kristiaan Borret
- 2013 Vormgeving - muller van severen
- 2014 Architectuur - Xaveer De Geyter
- 2015 Vormgeving - Vincent Van Duysen